# IC 2409
IC 2409 је спирална галаксија у сазвјежђу Рак која се налази на листи објеката дубоког неба у Индекс каталогу.
Деклинација објекта је + 18° 19' 49" а ректасцензија 8h 48m 24,7s. Привидна величина (магнитуда) објекта IC 2409 износи 13,5 а фотографска магнитуда 14,4. IC 2409 је још познат и под ознакама UGC 4608, MCG 3-23-8, CGCG 90-15, IRAS 08455+1830, PGC 24748.